# 兰保景
兰保景（1935年—），山西原平人，中国人民解放军将领、中国人民解放军中将。
1993年，授予中国人民解放军中将，1985年任天津警备区政治委员，1990年任南京军区政治部主任，1993年到1999年任南京军区副政治委员。